# رقابت‌های بسکتبال جام آسیا ۲۰۱۲
رقابت‌های جام آسیا ۲۰۱۲، چهارمین دوره رقابتهای جام آسیا بود، این مسابقات از ۱۴ تا ۲۲ سپتامبر ۲۰۱۲در سالن بدنسازی عمومی اوتا، در اوتا، توکیو، ژاپن برگزار شد. برنده این جام به‌طور مستقیم به مسابقات قهرمانی آسیا در سال ۲۰۱۳ راه پیدا می‌کند.

## صلاحیت
طبق قوانین فیبا آسیا، هر منطقه یک مکان داشت و میزبان (ژاپن) و قهرمان آسیا (چین) به‌طور مستقیم واجد شرایط شدند. دو مکان دیگر با توجه به عملکرد در مسابقات قهرمانی آسیا در سال ۲۰۱۱ در آسیا به مناطق اختصاص داده می‌شود.
| آسیای میانه (۱) | آسیای شرقی (۲ +۱ +۱) | خلیج فارس (۱) | آسیای جنوبی (۱) | آسیای جنوب شرقی (۱) | غرب آسیا (۱ + ۱) |
| --------------- | -------------------- | ------------- | --------------- | ------------------- | ---------------- |
| ازبکستان        | ژاپن                 | قطر           | هند             | فیلیپین             | لبنان            |
|                 | چین                  |               |                 |                     | ایران            |
|                 | تایوان               |               |                 |                     |                  |
|                 | ماکائو               |               |                 |                     |                  |

## قرعه کشی
قرعه کشی اول ژوئیه در توکیو برگزار شد.
| گروه آ                                | گروه ب                      |
| ------------------------------------- | --------------------------- |
| چین لبنان ماکائو فیلیپین * ازبکستان * | ایران تایوان قطر ژاپن هند * |

- قرعه کشی قبل از مشخص شدن مقدماتی از جنوب شرقی آسیا، آسیای میانه و آسیای جنوبی انجام شد.

## دور مقدماتی

### گروه آ
| تیم      | بازی | برد | باخت | گل زده | گل خورده | تفاضل | امتیاز |
| -------- | ---- | --- | ---- | ------ | -------- | ----- | ------ |
| لبنان    | ۴    | ۳   | ۱    | ۳۶۱    | ۲۴۷      | ۱۱۴+  | ۷      |
| فیلیپین  | ۴    | ۳   | ۱    | ۳۲۹    | ۲۳۵      | ۹۴+   | ۷      |
| چین      | ۴    | ۳   | ۱    | ۳۵۳    | ۲۵۰      | ۱۰۳+  | ۷      |
| ازبکستان | ۴    | ۱   | ۳    | ۲۲۷    | ۳۳۷      | ۱۱۰-  | ۵      |
| ماکائو   | ۴    | ۰   | ۴    | ۲۰۴    | ۴۰۵      | ۲۰۱-  | ۴      |

| ۱۴ سپتامبر ۱۱:۳۰ |

| گزارش |

| ماکائو                                                                     | ۵۱–۱۲۰ | لبنان                                                      |
| امتیاز بر پایه وقت: ۱۷–۳۲, ۸–۳۰, ۸–۳۰, ۱۸–۲۸                               |        |                                                            |
| امتیاز: لو اچ.ام. ۱۴ ریباند: کای اس.بی.، لای کی.تی. ۴ پاس : چیانگ تی.اف. ۹ |        | امتیاز: استفان ۲۴ ریباند: حاوی، الخطیب ۷ پاس: پنج بازیکن ۴ |

| ۱۴ سپتامبر ۱۶:۳۰ |

| گزارش |

| فیلیپین                                                     | ۶۸–۷۱ | چین                                                                        |
| امتیاز بر پایه وقت: ۱۵–۱۸, ۱۸–۲۲, ۲۳–۱۴, ۱۲–۱۷              |       |                                                                            |
| امتیاز: د اوکامپو ۱۱ ریباند: نوروود، دودیت ۸ پاس : تنوریو ۴ |       | امتیاز: جوئو ای.ال. ۱۸ ریباند: وانگ زد.ال. ۱۴ پاس: جوئو ای.ال.، کائو اف. ۲ |

| ۱۵ سپتامبر ۱۱:۳۰ |

| گزارش |

| ازبکستان                                                   | ۸۱–۶۱ | ماکائو                                                                       |
| امتیاز بر پایه وقت: ۱۴–۱۱, ۱۲–۱۶, ۲۶–۸, ۲۹–۲۶              |       |                                                                              |
| امتیاز: کوزلوف ۲۴ ریباند: کوزلوف ۱۵ پاس : کوزلوف، دنیسوف ۳ |       | امتیاز: لائو اف.آی. ۲۱ ریباند: لای کی.تی. ۵ پاس: لانگ کی.کی.، چیانگ تی.اف. ۳ |

| ۱۵ سپتامبر ۱۹:۰۰ |

| گزارش |

| لبنان                                              | ۶۸–۷۸ | فیلیپین                                              |
| امتیاز بر پایه وقت: ۲۰–۱۹, ۲۱–۱۹, ۱۲–۲۱, ۱۵–۱۹     |       |                                                      |
| امتیاز: الخطیب ۲۴ ریباند: الخطیب ۱۵ پاس : الخطیب ۴ |       | امتیاز: دودیت ۲۵ ریباند: دودیت ۲۱ پاس: چهار بازیکن ۲ |

| ۱۶ سپتامبر ۱۴:۰۰ |

| گزارش |

| فیلیپین                                          | ۸۵–۵۰ | ازبکستان                                             |
| امتیاز بر پایه وقت: ۲۳–۱۶, ۱۶–۵, ۲۴–۱۲, ۲۲–۱۷    |       |                                                      |
| امتیاز: چان ۲۰ ریباند: گانولاس ۱۱ پاس : تنوریو ۵ |       | امتیاز: دنیسوف ۱۶ ریباند: جوگینیسوف ۱۰ پاس: کوزلوف ۵ |

| ۱۶ سپتامبر ۱۶:۳۰ |

| گزارش |

| چین                                                                        | ۶۹–۸۹ | لبنان                                                       |
| امتیاز بر پایه وقت: ۲۲–۱۵, ۸–۲۵, ۲۱–۲۰, ۱۸–۲۹                              |       |                                                             |
| امتیاز: ژائو تی.ال.، ژانگ دی.وای. ۱۲ ریباند: ژائو تی.ال. ۹ پاس : سوی آر. ۵ |       | امتیاز: عبدالنور، الخطیب ۲۵ ریباند: الخطیب ۱۰ پاس: الخطیب ۷ |

| ۱۷ سپتامبر ۱۱:۳۰ |

| گزارش |

| ماکائو                                                                       | ۴۶–۹۸ | فیلیپین                                              |
| امتیاز بر پایه وقت: ۱۴–۳۳, ۱۹–۲۲, ۸–۲۸, ۵–۱۵                                 |       |                                                      |
| امتیاز: لائو اف.آی. ۱۴ ریباند: لو اچ.ام. ۱۲ پاس : کای اس.بی.، چیانگ تی.اف. ۲ |       | امتیاز: چان ۱۸ ریباند: ریس، گانولاس ۹ پاس: گانولاس ۹ |

| ۱۷ سپتامبر ۱۴:۰۰ |

| گزارش |

| ازبکستان                                          | ۴۷–۱۰۷ | چین                                                                        |
| امتیاز بر پایه وقت: ۱۱–۲۱, ۸–۳۱, ۱۹–۳۰, ۹–۲۵      |        |                                                                            |
| امتیاز: کوزلوف ۱۱ ریباند: رحیموف ۵ پاس : رحیموف ۳ |        | امتیاز: ژائو تی.ال. ۲۰ ریباند: یو سی.دی.، وانگ زد.ال. ۹ پاس: وانگ زد.آر. ۸ |

| ۱۸ سپتامبر ۱۱:۳۰ |

| گزارش |

| چین                                                          | ۱۰۶–۴۶ | ماکائو                                                                    |
| امتیاز بر پایه وقت: ۲۴–۱۷, ۲۳–۱۳, ۳۲–۹, ۲۷–۷                 |        |                                                                           |
| امتیاز: کائو وای. ۱۶ ریباند: کائو وای. ۹ پاس : وانگ زد.آر. ۸ |        | امتیاز: لائو اف.آی. ۱۲ ریباند: لانگ کی.کی. ۶ پاس: لو اچ.ام.، لای کی.تی. ۳ |

| ۱۸ سپتامبر ۱۴:۰۰ |

| گزارش |

| لبنان                                                     | ۸۴–۴۹ | ازبکستان                                                    |
| امتیاز بر پایه وقت: ۲۴–۹, ۱۷–۱۴, ۲۵–۱۵, ۱۸–۱۱             |       |                                                             |
| امتیاز: الخطیب ۳۷ ریباند: الخطیب ۱۱ پاس : سرکیس، الخطیب ۵ |       | امتیاز: کوزلوف ۱۵ ریباند: جوگینیسوف ۷ پاس: کوزلوف، دنیسوف ۴ |

### گروه ب
| تیم    | بازی | برد | باخت | گل زده | گل خورده | تفاضل | امتیاز |
| ------ | ---- | --- | ---- | ------ | -------- | ----- | ------ |
| ایران  | ۴    | ۴   | ۰    | ۳۱۰    | ۲۷۴      | ۳۶+   | ۸      |
| ژاپن   | ۴    | ۳   | ۱    | ۳۱۸    | ۲۹۰      | ۲۸+   | ۷      |
| تایوان | ۴    | ۲   | ۲    | ۳۲۹    | ۳۲۲      | ۷+    | ۶      |
| قطر    | ۴    | ۱   | ۳    | ۳۰۱    | ۲۹۶      | ۵+    | ۵      |
| هند    | ۴    | ۰   | ۴    | ۲۹۴    | ۳۷۰      | ۷۶-   | ۴      |

| ۱۴ سپتامبر ۱۴:۰۰ |

| گزارش |

| هند                                                    | ۷۱–۸۳ | ایران                                                |
| امتیاز بر پایه وقت: ۱۷–۲۳, ۲۰–۱۷, ۲۱–۲۴, ۱۳–۱۹         |       |                                                      |
| امتیاز: بریگوانشی ۲۱ ریباند: پتانی ۹ پاس : بریگوانشی ۶ |       | امتیاز: نیکخواه ۲۳ ریباند: ساهاکیان ۱۱ پاس: داوودی ۴ |

| ۱۴ سپتامبر ۱۹:۰۰ |

| گزارش |

| ژاپن                                                           | ۷۳–۶۹ | قطر                                                       |
| امتیاز بر پایه وقت: ۲۴–۱۵, ۱۷–۲۱, ۲۰–۱۴, ۱۲–۱۹                 |       |                                                           |
| امتیاز: تاکوشی، کانامارو ۱۴ ریباند: ساکوراجی ۹ پاس : ساکورای ۳ |       | امتیاز: علی ۲۱ ریباند: سلیمان ۹ پاس: عبدالرحمان، سلیمان ۲ |

| ۱۵ سپتامبر ۱۴:۰۰ |

| گزارش |

| قطر                                                  | ۸۴–۶۳ | هند                                                      |
| امتیاز بر پایه وقت: ۱۵–۶, ۱۶–۱۹, ۲۷–۱۹, ۲۶–۱۹        |       |                                                          |
| امتیاز: یوسف ۱۳ ریباند: عبدالقادر ۱۱ پاس : الحداری ۴ |       | امتیاز: گروال، پتانی ۱۴ ریباند: سینگ ۱۲ پاس: بریگوانشی ۵ |

| ۱۵ سپتامبر ۱۶:۳۰ |

| گزارش |

| تایوان                                                                | ۷۸–۹۰ | ژاپن                                                              |
| امتیاز بر پایه وقت: ۱۴–۲۷, ۲۰–۲۶, ۲۲–۲۱, ۲۲–۱۶                        |       |                                                                   |
| امتیاز: تین ال. ۱۹ ریباند: تین ال. ۷ پاس : لی اچ.ال.، سنگ دبلیو.تی. ۵ |       | امتیاز: ساکوراجی ۱۹ ریباند: ساکوراجی ۱۰ پاس: ساکوراجی، واتانابی ۵ |

| ۱۶ سپتامبر ۱۱:۳۰ |

| گزارش |

| هند                                                      | ۸۸–۱۱۳ | تایوان                                                                               |
| امتیاز بر پایه وقت: ۲۴–۳۱, ۱۷–۲۷, ۱۷–۳۳, ۳۰–۲۲           |        |                                                                                      |
| امتیاز: بریگوانشی ۲۰ ریباند: پتانی ۱۰ پاس : بریگوانشی ۱۲ |        | امتیاز: چانگ تی.اچ. ۲۰ ریباند: وو تی.اچ.، کریتون ۶ پاس: مائو چیا-ان، سنگ دبلیو.تی. ۴ |

| ۱۶ سپتامبر ۱۹:۰۰ |

| گزارش |

| ایران                                                          | ۸۵–۷۵ (OT) | قطر                                          |
| امتیاز بر پایه وقت: ۱۲–۲۳, ۱۴–۲۲, ۲۱–۶, ۲۲–۱۸, وقت اضافه: ۱۶–۶ |            |                                              |
| امتیاز: نیکخواه ۲۷ ریباند: جمشیدی، نیکخواه ۸ پاس : نیکخواه ۳   |            | امتیاز: الحداری ۲۱ ریباند: علی ۱۱ پاس: علی ۳ |

| ۱۷ سپتامبر ۱۶:۳۰ |

| گزارش |

| ژاپن                                                   | ۹۰–۷۲ | هند                                                            |
| امتیاز بر پایه وقت: ۲۸–۲۲, ۱۶–۱۹, ۲۳–۱۳, ۲۳–۱۸         |       |                                                                |
| امتیاز: کانامارو ۲۶ ریباند: تاکوشی ۱۵ پاس : ساکوراجی ۴ |       | امتیاز: بریگوانشی ۲۱ ریباند: آمریتپال سینگ ۲۰ پاس: بریگوانشی ۳ |

| ۱۷ سپتامبر ۱۹:۰۰ |

| گزارش |

| تایوان                                                        | ۶۳–۷۱ | ایران                                              |
| امتیاز بر پایه وقت: ۲۰–۱۷, ۱۹–۱۲, ۱۲–۲۷, ۱۲–۱۵                |       |                                                    |
| امتیاز: تین ال. ۱۷ ریباند: سنگ دبلیو.تی. ۱۰ پاس : لی اچ.ال. ۵ |       | امتیاز: نیکخواه ۲۴ ریباند: ساهاکیان ۱۰ پاس: آفاق ۳ |

| ۱۸ سپتامبر ۱۶:۳۰ |

| گزارش |

| قطر                                                    | ۷۳–۷۵ | تایوان                                                      |
| امتیاز بر پایه وقت: ۲۲–۱۷, ۱۴–۱۸, ۱۵–۱۸, ۲۲–۲۲         |       |                                                             |
| امتیاز: علی ۱۷ ریباند: احمد، عبدالقاادر ۸ پاس : یوسف ۳ |       | امتیاز: سنگ دبلیو.تی. ۱۷ ریباند: تین ال. ۹ پاس: چن اس.سی. ۵ |

| ۱۸ سپتامبر ۱۹:۰۰ |

| گزارش |

| ایران                                                | ۷۱–۶۵ | ژاپن                                                 |
| امتیاز بر پایه وقت: ۱۳–۱۷, ۱۲–۱۸, ۲۱–۱۶, ۲۵–۱۴       |       |                                                      |
| امتیاز: نیکخواه ۱۶ ریباند: ساهاکیان ۹ پاس : داوودی ۶ |       | امتیاز: ساکورای ۱۴ ریباند: تاکوشی ۱۱ پاس: ساکوراجی ۵ |

## دور نهایی
|  | ۱/۴ نهایی  | ۱/۴ نهایی  |            |     | نیمه نهایی | نیمه نهایی |  |  | دیدار نهایی | دیدار نهایی |
|  |            |            |            |     |            |            |  |  |             |             |
|  | ۲۰ سپتامبر |            |            |     |            |            |  |  |             |             |
|  |            |            |            |     |            |            |  |  |             |             |
|  | ایران      | ۷۹         |            |     |            |            |  |  |             |             |
|  | ایران      | ۷۹         | ۲۱ سپتامبر |     |            |            |  |  |             |             |
|  | ازبکستان   | ۳۷         |            |     |            |            |  |  |             |             |
|  | ازبکستان   | ۳۷         | ایران      | ۷۷  |            |            |  |  |             |             |
|  | ۲۰ سپتامبر |            | ایران      | ۷۷  |            |            |  |  |             |             |
|  |            | فیلیپین    | ۶۰         |     |            |            |  |  |             |             |
|  | فیلیپین    | فیلیپین    | ۶۰         | ۷۵  |            |            |  |  |             |             |
|  | فیلیپین    |            | ۲۲ سپتامبر | ۷۵  |            |            |  |  |             |             |
|  | تایوان     | ۶۸         |            |     |            |            |  |  |             |             |
|  | تایوان     | ۶۸         | ایران      | ۵۳  |            |            |  |  |             |             |
|  | ۲۰ سپتامبر |            | ایران      | ۵۳  |            |            |  |  |             |             |
|  |            | ژاپن       | ۵۱         |     |            |            |  |  |             |             |
|  | لبنان      | ژاپن       | ۵۱         | ۷۲  |            |            |  |  |             |             |
|  | لبنان      | ۲۱ سپتامبر |            | ۷۲  |            |            |  |  |             |             |
|  | قطر        | ۷۹         |            |     |            |            |  |  |             |             |
|  | قطر        | ۷۹         | قطر        | ۶۶  | مکان سوم   | مکان سوم   |  |  |             |             |
|  | ۲۰ سپتامبر |            | قطر        | ۶۶  | مکان سوم   | مکان سوم   |  |  |             |             |
|  |            | ژاپن       | ۷۳         |     |            |            |  |  |             |             |
|  | ژاپن       | ژاپن       | ۷۳         | ۶۰  | فیلیپین    | ۶۳         |  |  |             |             |
|  | ژاپن       |            |            | ۶۰  | فیلیپین    | ۶۳         |  |  |             |             |
|  | چین        | ۵۰         |            | قطر | ۷۹         |            |  |  |             |             |
|  | چین        | ۵۰         |            |     | ۷۹         |            |  |  |             |             |
|  |            |            |            |     |            |            |  |  | ۲۲ سپتامبر  |             |
|  |            |            |            |     |            |            |  |  |             |             |

|  | نیمه نهایی | نیمه نهایی |    |            | جایگاه پنجم | جایگاه پنجم |  |
|  |            |            |    |            |             |             |  |
|  | ۲۱ سپتامبر |            |    |            |             |             |  |
|  | ازبکستان   | ۷۰         |    |            |             |             |  |
|  | تایوان     | ۸۶         |    |            |             |             |  |
|  |            |            |    |            |             |             |  |
|  |            |            |    |            | ۲۲ سپتامبر  |             |  |
|  |            |            |    |            | تایوان      | ۶۳          |  |
|  |            | چین        | ۶۷ |            |             |             |  |
|  |            |            |    |            |             |             |  |
|  |            |            |    |            |             |             |  |
|  |            |            |    |            | جایگاه هفتم |             |  |
|  | ۲۱ سپتامبر | ۲۱ سپتامبر |    | ۲۲ سپتامبر | ۲۲ سپتامبر  |             |  |
|  | لبنان      | ۶۳         |    | ازبکستان   | ۷۳          |             |  |
|  | چین        | ۷۸         |    |            | لبنان       | ۸۴          |  |

### یک چهارم نهایی
| ۲۰ سپتامبر ۱۱:۳۰ |

| Report |

| ایران                                                   | ۷۹–۳۷ | ازبکستان                                         |
| امتیاز بر پایه وقت: ۱۳-۱۷, ۳-۱۵, ۹-۲۷, ۱۲-۲۰            |       |                                                  |
| امتیاز: Kardoust 12 ریباند: Foroutan 10 پاس : نیکخواه ۳ |       | امتیاز: Denisov 9 ریباند: Yahin 9 پاس: Shatrov 6 |

| September 20 14:00 |

| Report |

| فیلیپین                                                 | 75–68 | تایوان                                                    |
| امتیاز بر پایه وقت: 10–13, 28–19, 16–21, 21–15          |       |                                                           |
| امتیاز: Douthit 19 ریباند: Douthit 18 پاس : De Ocampo 3 |       | امتیاز: Creighton 21 ریباند: Tseng W.T. 6 پاس: Lee H.L. 4 |

| September 20 16:30 |

| Report |

| لبنان                                                     | 72–79 | قطر                                             |
| امتیاز بر پایه وقت: 15–21, 20–14, 20–24, 17–20            |       |                                                 |
| امتیاز: Thompson 26 ریباند: Thompson 16 پاس : El Khatib 5 |       | امتیاز: Johnson 28 ریباند: Ali 8 پاس: Johnson 7 |

| September 20 19:00 |

| Report |

| ژاپن                                                                       | 60–50 | چین                                                        |
| امتیاز بر پایه وقت: 15–16, 16–9, 13–12, 16–13                              |       |                                                            |
| امتیاز: Takeuchi 18 ریباند: Takeuchi 10 پاس : Hinkley, Sakurai, Sakuragi 2 |       | امتیاز: Wang Z.L. 15 ریباند: Wang Z.L. 14 پاس: Wang Z.L. 3 |

### رده‌بندی پنجم - هشتم
| September 21 11:30 |

| Report |

| ازبکستان                                                   | 70–86 | تایوان                                                            |
| امتیاز بر پایه وقت: 18–30, 15–17, 20–19, 17–20             |       |                                                                   |
| امتیاز: Kozlov 21 ریباند: Kozlov 9 پاس : Kozlov, Shatrov 3 |       | امتیاز: Chen S.C. 13 ریباند: Lu C.J., Tien L. 5 پاس: Tseng W.T. 6 |

| September 21 14:00 |

| Report |

| لبنان                                                                     | 63–78 | چین                                                               |
| امتیاز بر پایه وقت: 11–23, 20–22, 20–20, 12–13                            |       |                                                                   |
| امتیاز: El Khatib 34 ریباند: El Khatib 9 پاس : Akl, Thompson, El Khatib 2 |       | امتیاز: Zhao T.L. 27 ریباند: Yu C.D., Wang Z.L. 9 پاس: Guo A.L. 4 |

### نیمه نهایی
| ۲۱ سپتامبر ۱۶:۳۰ |

| Report |

| ایران                                                       | ۷۷–۶۰ | فیلیپین                                                                        |
| امتیاز بر پایه وقت: ۱۷-۱۶, ۱۳-۱۴, ۱۷-۲۳, ۱۳-۲۴              |       |                                                                                |
| امتیاز: آفاق ۱۴ ریباند: ساهاکیان ۸ پاس : داوودی, ساهاکیان ۵ |       | امتیاز: Tenorio, Dillinger 13 ریباند: Douthit 7 پاس: Tenorio, Chan, Fonacier 3 |

| ۲۱ سپتامبر ۱۹:۰۰ |

| گزارش |

| قطر                                           | ۶۶–۷۳ | ژاپن                                                                      |
| امتیاز بر پایه وقت: ۹-۱۲, ۲۱-۷, ۲۱-۲۰, ۲۲-۲۵  |       |                                                                           |
| امتیاز: یوسف ۲۲ ریباند: علی ۱۳ پاس : جانسون ۶ |       | امتیاز: تاوچی ۱۸ ریباند: تاوچی, ساکوراجی۹ پاس: ریوتا ساکورایی, ساکوراجی ۴ |

### مکان هفتم
| ۲۲ سپتامبر ۹:۰۰ |

| گزارش |

| ازبکستان                                                                                                 | ۷۳–۸۴ | لبنان                                           |
| امتیاز بر پایه وقت: ۲۸-۱۵, ۲۱-۱۶, ۱۸-۱۷, ۱۷-۲۵                                                           |       |                                                 |
| امتیاز: الكساندر كوزلوف۲۴ ریباند: سامرر یوگینیسوف, الكساندر یاهین, نیل کادیروف ۵ پاس : الكساندر كوزلوف ۴ |       | امتیاز: خطیب ۴۴ ریباند: ندیم هاوه ۹ پاس: خطیب ۶ |

### مکان پنجم
| ۲۲ سپتامبر ۱۱:۳۰ |

| گزارش |

| تایوان                                                 | ۶۳–۶۷ | چین                                         |
| امتیاز بر پایه وقت: ۱۸-۱۶, ۱۱-۸, ۲۰-۲۳, ۱۸-۱۶          |       |                                             |
| امتیاز: لین ۲۰ ریباند: ون تینگ ۷ پاس : لی هسو لینلین ۵ |       | امتیاز: وانگ ۲۰ ریباند: وانگ ۱۴ پاس: وانگ ۴ |

### مقام سوم
| ۲۲ سپتامبر ۱۴:۰۰ |

| گزارش |

| فیلیپین                                                       | ۶۳–۷۹ | قطر                                                            |
| امتیاز بر پایه وقت: ۸–۱۲, ۱۸–۲۳, ۲۲–۲۰, ۱۵–۲۴                 |       |                                                                |
| امتیاز: دوتیت ۱۷ ریباند: دوتیت ۱۰ پاس : دی اوکامپو, فوناسیه ۲ |       | امتیاز: یوسف ۱۷ ریباند: سلیمان, علی ۱۱ پاس: الهاداری, جانسون ۴ |

### دیدار پایانی
| ۲۲ سپتامبر ۱۶:۳۰ |

| گزارش |

| ایران                                                                    | ۵۳–۵۱ | ژاپن                                                 |
| امتیاز بر پایه وقت: ۱۱-۱۳, ۱۲-۱۷, ۲۱-۱۰, ۷-۱۳                            |       |                                                      |
| امتیاز: نیکخواه ۱۴ ریباند: ساهاکیان ۱۰ پاس : داوودی, ساهاکیان, نیکخواه ۲ |       | امتیاز: کانامارو ۱۶ ریباند: تاوچی ۱۳ پاس: ساکورایی ۵ |

## جدول نهایی
| رتبه | تیم      | رکورد |
| ---- | -------- | ----- |
| 1    | ایران    | ۷–۰   |
| 2    | ژاپن     | ۵–۲   |
| 3    | قطر      | ۴–۳   |
| ۴    | فیلیپین  | ۴–۳   |
| ۵    | چین      | ۵–۲   |
| ۶    | تایوان   | ۴–۳   |
| ۷    | لبنان    | ۴–۳   |
| ۸    | ازبکستان | ۱–۶   |
| ۹    | هند      | ۴–۴   |
| ۹    | ماکائو   | ۴–۴   |

## جوایز
| رقابتهای جام آسیا ۲۰۱۲ |
| ---------------------- |
| · ایران · اولین عنوان  |

- ارزشمندترین بازیکن:  صمد نیکخواه بهرامی

تیم تمام ستاره:
- PG -  ریوتا ساکورایی
- SG -  حامد آفاق
- SF -  صمد نیکخواه بهرامی
- PF -  کوسوکه تاوچی
- ج - اصغر کاردوست